# Roberto Bonola
Roberto Bonola (Bolonia, 14 de noviembre de 1874 – Bolonia, 16 de mayo de 1911) fue un matemático italiano.

## Biografía
Se graduó en la Universidad de Bolonia en 1898 con una tesis sobre geometría no euclidiana, bajo la dirección de Federigo Enriques . En 1900 se vuelve profesor de matemáticas en la Universidad de Palermo y en 1901 fue nombrado asistente en la Universidad de Pavía, donde en 1908 se convierte en profesor de geometría proyectiva y descriptiva . En 1911, poco antes de su muerte, es designado como profesor de matemáticas en el Istituto Superiore di Magistero Femminile de Roma.
Bonola es conocido por su libro sobre la historia de la geometría no euclidiana, "Geometría no euclidiana. Exposición histórica crítica de su desarrollo", publicado por la editorial Zanichelli en 1906 (reimpreso en 1975). En 1908 el libro fue traducido al alemán por Heinrich Liebmann, al inglés por Horatio Scott Carslaw en 1912 y al español por Luis Gutiérrez del Arroyo en 1923 publicado por la editorial Calpe.
Bonola fue uno de los principales creadores de la publicación de la Enciclopedia de matemáticas elementales y complementos, editada por Hoepli .